# فویرشاید
فویرشاید (به آلمانی: Feuerscheid) یک شهر در آلمان است که در بیتبورگ-پروم واقع شده‌است.